# Charmey

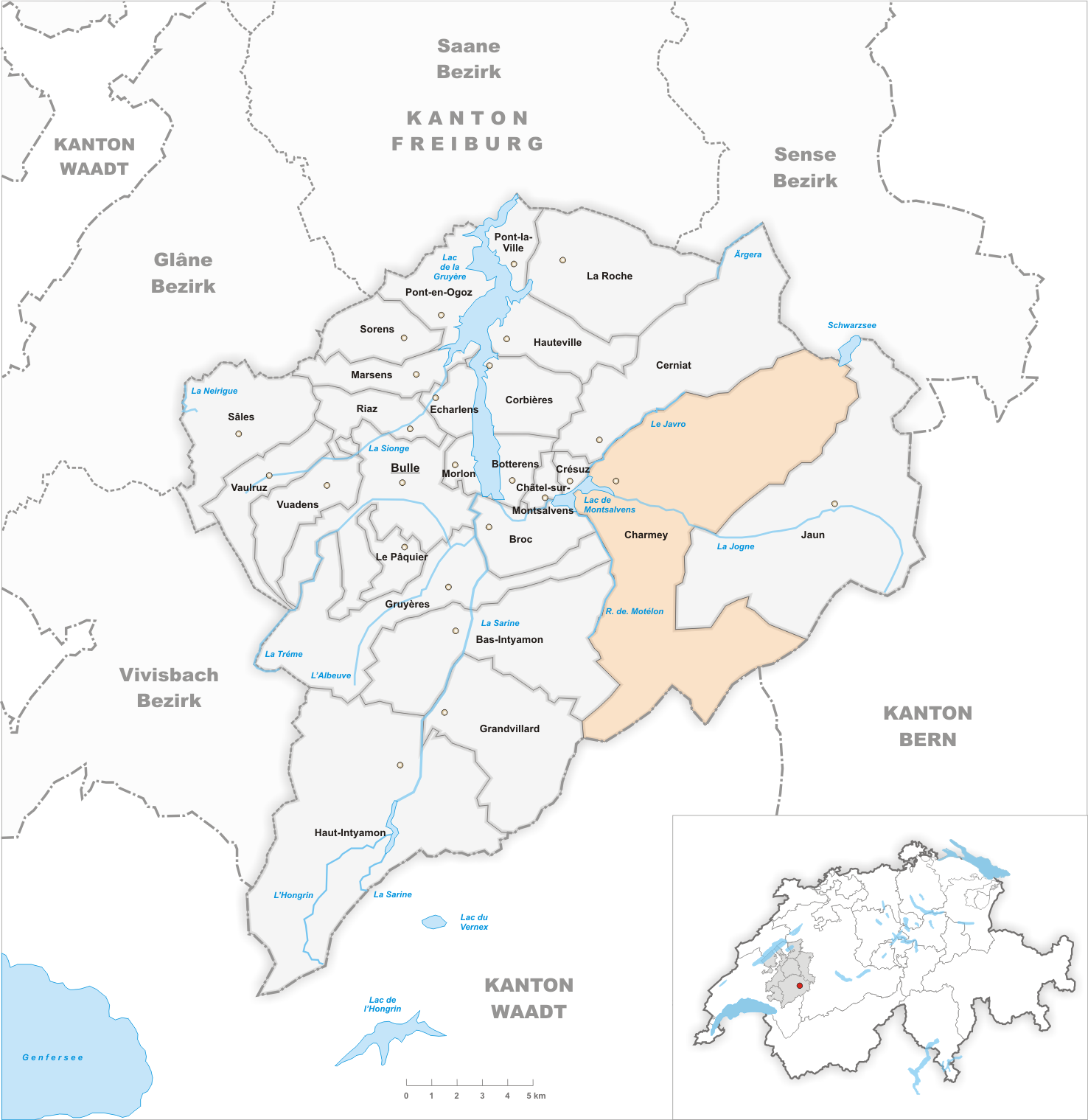
Gemeindestand vor der Fusion am 1. Januar 2014

Charmey (Freiburger Patois Tsêrmêⓘ) war bis zum 31. Dezember 2013 eine politische Gemeinde im Greyerzbezirk des Kantons Freiburg in der Schweiz. Der deutsche Name Galmis wird heute noch in der engeren deutschsprachigen Nachbarschaft (Jaun) verwendet. Am 1. Januar 2014 fusionierte Charmey mit der ehemaligen Gemeinde Cerniat zur neuen Gemeinde Val-de-Charmey.
Auch die Gemeinde Galmiz im Seebezirk trägt den französischen Namen Charmey. Sie wird zur Unterscheidung Charmey (Lac) genannt.

## Geographie
Charmey liegt auf 887 m ü. M., acht Kilometer östlich des Bezirkshauptortes Bulle (Luftlinie). Das Dorf erstreckt sich auf einer Terrasse über dem Stausee Lac de Montsalvens, der vom Jaunbach (französisch: Jogne) durchflossen wird, in einer offenen Talmulde, in den Freiburger Voralpen.
Mit einer Fläche von 78,4 km² war Charmey bereits vor der Fusion die flachenmässig grösste Gemeinde des Kantons Freiburg. Das ehemalige Gemeindegebiet umfasst einen Abschnitt der stark reliefierten Freiburger Voralpen. Der zentrale Teil der Gemeindefläche wird von der Talweitung von Charmey eingenommen, in welcher der Lac de Montsalvens liegt. In diesen Stausee fliesst von Norden der Javro, der stets die nordwestliche Grenze von Charmey bildet. Hauptzufluss des Stausees ist der Jaunbach, der mit seinem Tal das Gemeindegebiet in einen nördlichen und einen südlichen Teil gliedert.
Nördlich des Jaunbachs erstreckt sich der Gemeindeboden über die Felsgrate der Dent de Vounetse (1813 m ü. M.) und Maischüpfenspitz (französisch: Vanil d'Arpille, 2085 m ü. M.) in das Quellgebiet des Javro. Auch der im Einzugsgebiet des Schwarzsees liegende Breccaschlund, ein oberirdisch abflussloses, teilweise durch Karrenfelder geprägtes Alptal umgeben von Les Recardets (1923 m ü. M.), Schopfenspitz (2104 m ü. M.) und Chörblispitz (2103 m ü. M.), sowie angrenzende Alpweiden gehören zu Charmey.
Südlich des Jaunbachs und des Lac de Montsalvens umfasst das Gemeindegebiet die Bergkette zwischen dem Tal des Motélon im Westen und dem Tal des Ruisseau du Gros Mont im Osten. Zuoberst im Tal des letzteren befindet sich die Alp Gros Mont. Westlich davon stehen die Kalkstöcke der Dent de Folliéran (2340 m ü. M.) und der Dent de Brenleire (2354 m ü. M.). Die Südgrenze verläuft über die Kämme von Vanil Noir (mit 2389 m ü. M. höchste Erhebung von Charmey), Dent de Savigny (2252 m ü. M.), Dent de Ruth (2236 m ü. M.) und Wandflue (2134 m ü. M.). Die zwischen Hochmatt (2152 m ü. M.) und Dent de Ruth liegende, ausgedehnte Alp Petit Mont gehört ebenfalls teilweise zur Gemeinde. Von der Gemeindefläche entfielen 1997 2 % auf Siedlungen, 35 % auf Wald und Gehölze, 43 % auf Landwirtschaft, und rund 20 % war unproduktives Land.
Zu Charmey gehören die Siedlungen Le Pra (878 m ü. M.) westlich des Dorfes, Liderrey (935 m ü. M.) und Les Ciernes (911 m ü. M.) am Ruisseau du Liderrey am Westhang von Tissiniva, Les Arses (925 m ü. M.) am Westhang von Vounetse, La Tzintre (857 m ü. M.) am Jaunbach sowie weit verstreut zahlreiche Einzelhöfe und Alphütten. Nachbargemeinden von Charmey waren bis am 31. Dezember 2013 Grandvillard, Bas-Intyamon, Gruyères, Broc, Crésuz, Cerniat, Plaffeien und Jaun im Kanton Freiburg, Saanen im Kanton Bern sowie Rougemont und Château-d’Oex im Kanton Waadt.

## Bevölkerung
Mit 1993 Einwohnern (Stand 31. Dezember 2013) gehörte Charmey zu den mittelgrossen Gemeinden des Kantons Freiburg. Von den Bewohnern sind 88,0 % französischsprachig, 7,3 % deutschsprachig und 1,7 % portugiesischsprachig (Stand 2000). Die Bevölkerungszahl von Charmey belief sich 1850 auf 852 Einwohner, 1900 auf 1247 Einwohner. Danach pendelte sie lange Zeit zwischen 1140 und 1340 Einwohnern. Erst seit 1980 (1174 Einwohner) wurde eine deutliche Bevölkerungszunahme verzeichnet.
Einwohnerzahlen: Volkszählungsdaten

## Wirtschaft
Charmey war bis Mitte des 20. Jahrhunderts ein vorwiegend durch die Landwirtschaft geprägtes Dorf. Bis Ende des 19. Jahrhunderts spielte auch die Korbflechterei (Heimarbeit) eine bedeutende Rolle. Noch heute haben die Viehzucht und Milchwirtschaft eine wichtige Bedeutung in der Erwerbsstruktur der Bevölkerung. Dank seines grossen Gemeindegebietes besitzt Charmey ausgedehnte Alpweiden zur Sömmerung des Viehbestandes. In den Alpkäsereien werden Greyerzer Käse sowie die Lokalsorte Charmey hergestellt.

### Tourismus
Weitere Arbeitsplätze sind im lokalen Kleingewerbe und im Dienstleistungssektor vorhanden. Neben den Gütern des täglichen Bedarfs und der Holzverarbeitung ist das Gewerbe von Charmey stark auf den Tourismus ausgerichtet (Gastgewerbe, Hotellerie, Kunsthandwerk). Mit dem Bau von Seilbahnen auf die Vounetse sowie von Skiliften erlebte das Dorf seit den 1960er-Jahren einen wirtschaftlichen Aufschwung durch den Fremdenverkehr (sowohl Sommer- als auch Wintertourismus). Derzeit wird ein Projekt ausgearbeitet, um die bereits im 18. Jahrhundert bekannten Thermalquellen für den Badetourismus zu nutzen. In den letzten Jahrzehnten hat sich das Dorf dank seiner schönen Lage auch zu einer Wohngemeinde entwickelt. Viele Erwerbstätige sind deshalb Wegpendler, die in der Region Bulle arbeiten.

### Verkehr
Charmey ist verkehrstechnisch recht gut erschlossen. Es liegt an der Hauptstrasse von Bulle über den Jaunpass nach Boltigen. Durch die Buslinien der Transports publics Fribourgeois, die von Bulle nach Boltigen sowie von Freiburg via La Roche nach Jaun verkehren, ist Charmey an das Netz des öffentlichen Verkehrs angebunden.

## Geschichte

Historisches Luftbild von Werner Friedli von 1964

Verschiedene Flur- und Siedlungsnamen deuten darauf hin, dass Charmey bereits zur Zeit der Kelten bewohnt war. Charmey bedeutet beispielsweise verlassenes Berggebiet, Tissiniva hat die Bedeutung von neue Hütten. Nach dieser Zeit war das Gebiet vermutlich lange Zeit bis Mitte des 12. Jahrhunderts unbewohnt.
Die erste urkundliche Erwähnung des Ortes erfolgte 1211 unter dem Namen Chalmeis. 1294 erschien die Bezeichnung Chermeix; danach hiess der Ort bis 1760 Feiguières. Seit seiner ersten Nennung unterstand Charmey den Herren von Corbières. Auch das Kloster La Valsainte und die Abtei Hauterive hatten Grundbesitz auf dem Gemeindeboden. Im Jahr 1249 wurde Charmey Sitz einer Nebenlinie der Herren von Corbières, als die Herrschaft unter drei Brüdern aufgeteilt wurde. Nachdem diese Linie Mitte des 14. Jahrhunderts erlosch, wurde Charmey zunächst durch einen Kastlan verwaltet.
1454 gelangte das Dorf durch Kauf an die Grafschaft Greyerz. Die finanziellen Schwierigkeiten des Grafen Michael von Greyerz führten 1553 zum Verkauf der Herrschaft Corbières an Freiburg. Fortan war Charmey Teil der Vogtei Corbières. Nach dem Zusammenbruch des Ancien Régime (1798) gehörte das Dorf während der Helvetik zur Unterpräfektur Corbières, die 1803 in den Status eines Bezirkes erhoben wurde. 1848 wurde Charmey mit Corbières in den Bezirk Gruyère eingegliedert.
Als sich die Schweiz im Zweiten Weltkrieg befand, ging am 19. Juli 1944 um 03:30 Uhr oberhalb von Im Fang eine im Autopilot in den Amelier Spitz des Gastlosen gestürzte deutsche Junkers 88 G-6  mit einer grossen Explosion in den Bergkamm nieder. Diese war im Luftkampf über dem Ruhrgebiet oder dem Raum Köln in Nazi-Deutschland vermutlich von ihrer per Fallschirm abgesprungenen Besatzung wegen Landeuntüchtigkeit oder Desertion aufgegeben worden. Die Schweizer Armee suchte am nächsten Morgen den schwer zugänglichen Hang ab und fand keine Anzeichen für Tote und Überlebende. Wegen der fehlenden Fallschirme ging ein Armeebericht davon aus, dass die Maschine unbemannt war. Die Bevölkerung bediente sich noch während Jahren in den Trümmern.
Am 3. März 2013 stimmten die Bürger dem Fusionsvorhaben mit der Gemeinde Cerniat zu.

## Sehenswürdigkeiten
- Die Pfarrkirche Saint-Laurent, bereits 1228 erwähnt, besteht in ihrer heutigen Gestalt seit dem Neubau während der Jahre 1735 bis 1738; der Chor stammt von 1937 und enthält Chorgestühl aus dem 17. Jahrhundert. Im Ort befindet sich das Heimatmuseum Musée du Pays et Val de Charmey.
- Im alten Ortskern sind charakteristische Bauernhäuser aus dem 18. und 19. Jahrhundert erhalten.
- Auch der Weiler Les Arses besitzt eine Gruppe solcher Holzbauernhäuser aus dem 18. Jahrhundert.
- Ebenfalls in Les Arses steht eine Loretokapelle aus dem Jahre 1645.
- Eine weitere sehenswerte Kapelle ist Notre-Dame-du-Pont-du-Roc, erbaut 1693.
- Von der ehemaligen Burg Sur la Roche, Residenz der Seitenlinie der Herren von Corbières, sind nur noch wenige Mauerreste sichtbar.

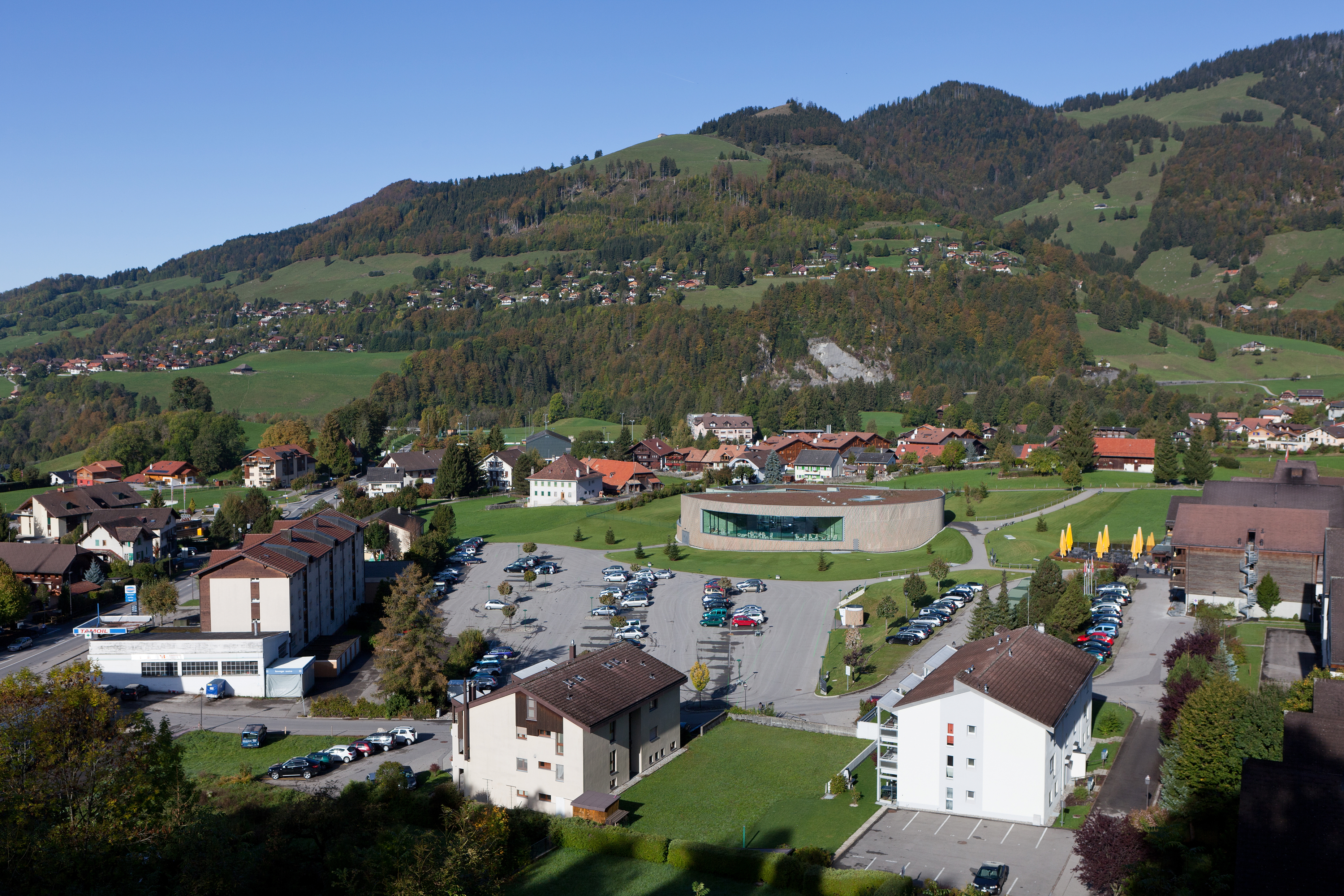
Les Bains de La Gruyère
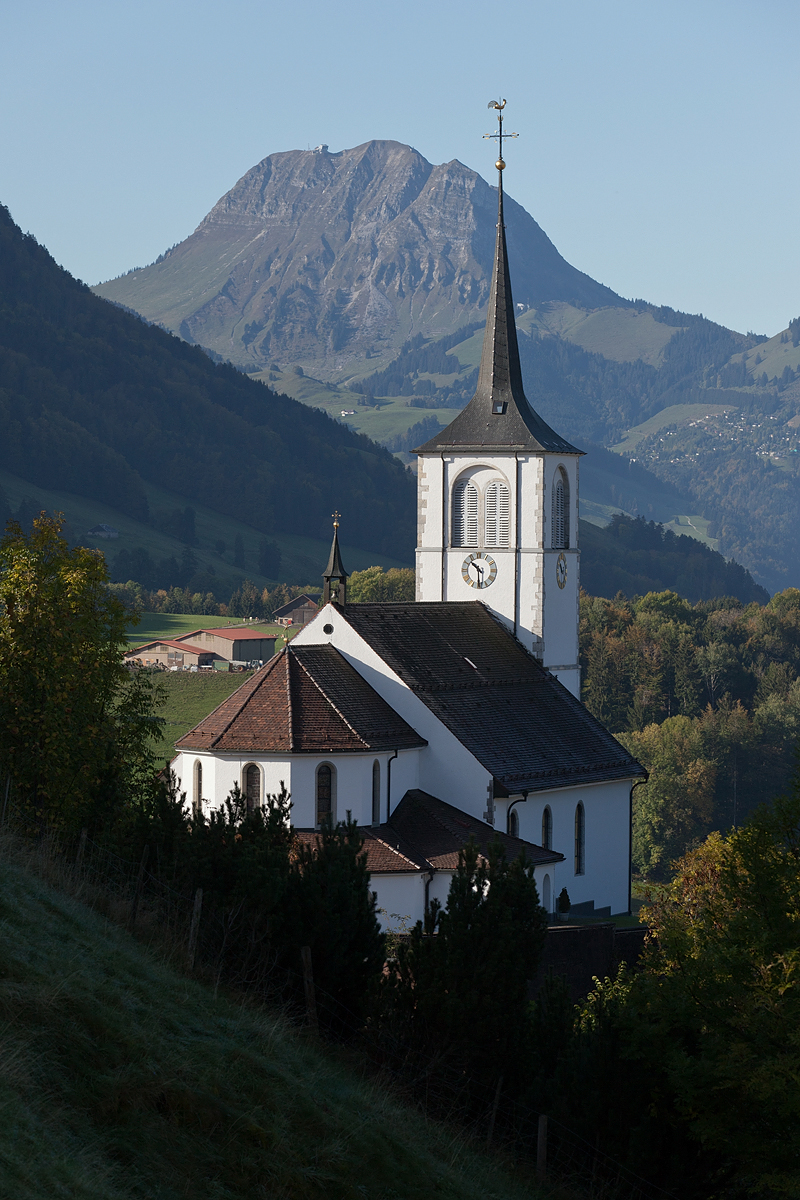
Kirche mit Moléson
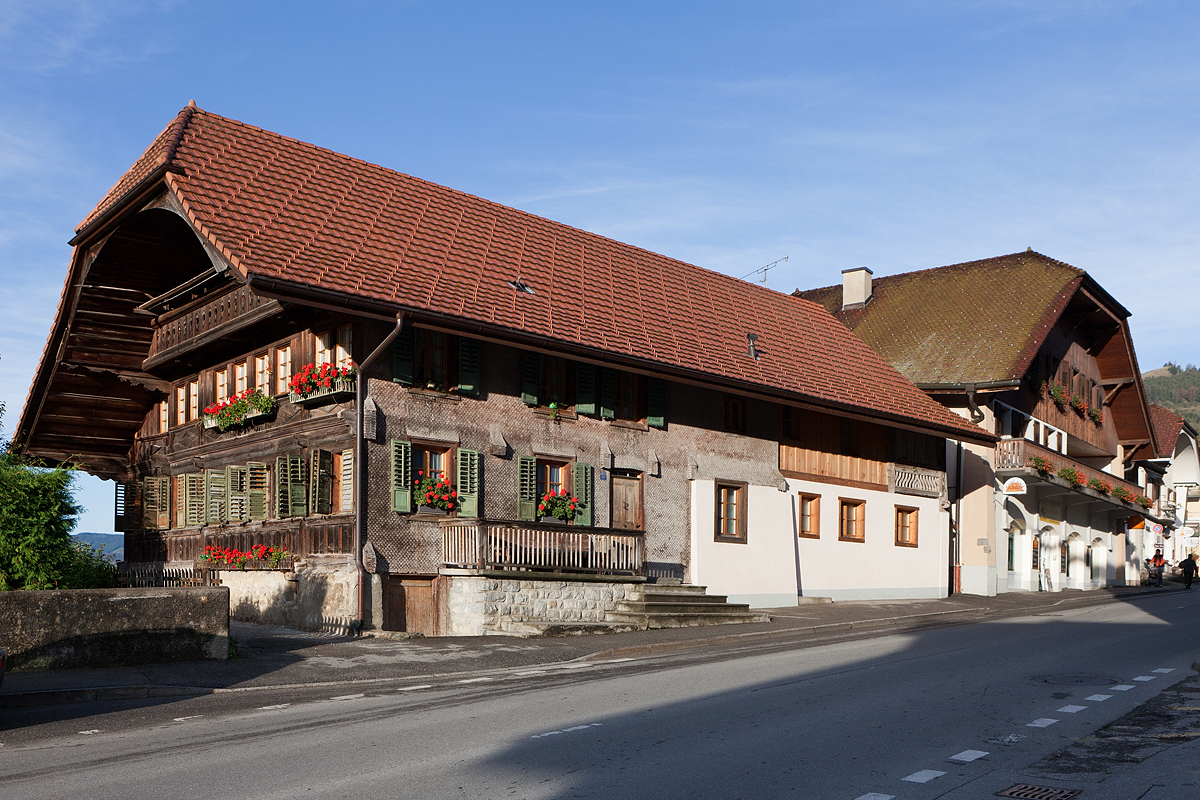
Ortstypisches Haus
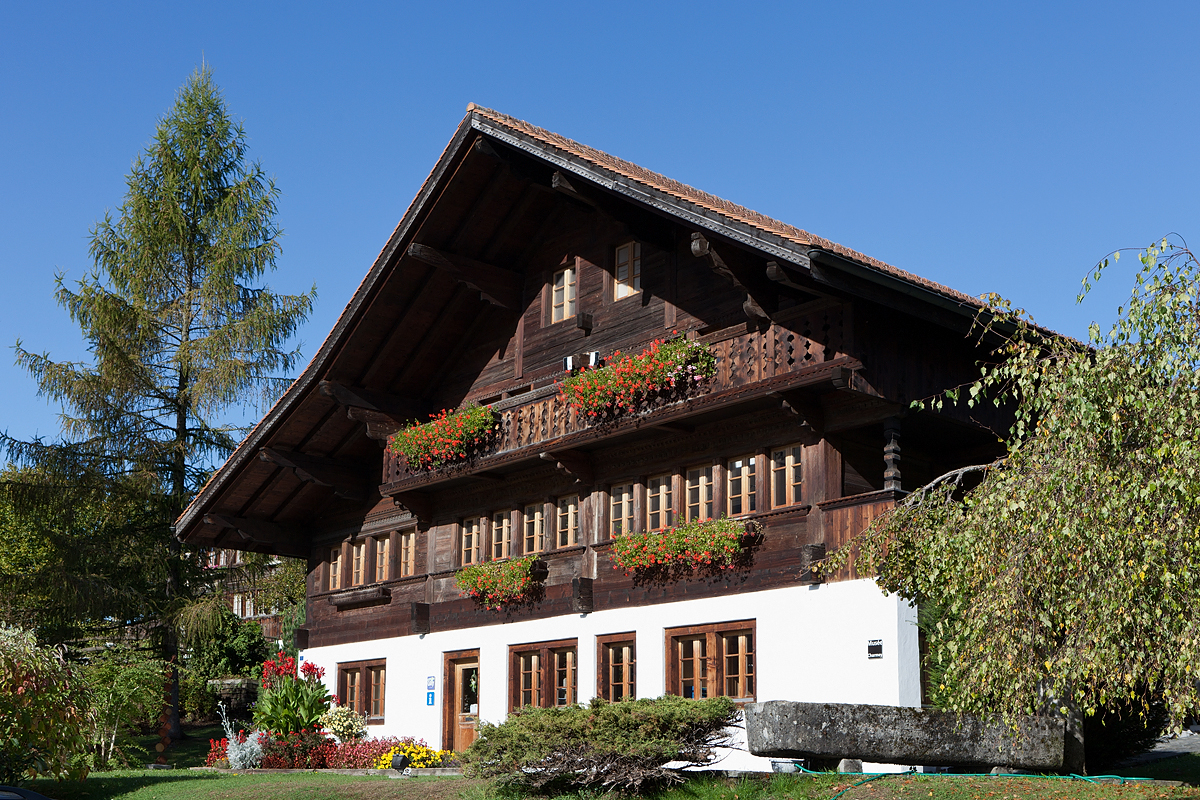
Ortsmuseum

## Persönlichkeiten
- Jacques Lüthy (* 1959), Skirennfahrer
- Jean-François Rime (* 1950), Politiker (SVP)
- Marie-Thérèse Willermaulaz (1751–1816), Harfenspielerin und dritte Gattin von Pierre-Augustin Caron de Beaumarchais
- Nicole Niquille (* 1956), erste Bergführerin in der Schweiz